# O-ie sōdō
Pour les articles homonymes, voir Sodo.
Les o-ie sōdō (御家騒動, littéralement « honorables conflits domestiques ») sont des différends au sein des familles nobles des classes aristocratiques et de samouraïs du Japon, particulièrement au début de l'époque d'Edo (XVIIe siècle). La plus célèbre est le Date sōdō qui se produit parmi la famille Date dans les années 1660-1670.
Le shogunat Tokugawa qui règne sur le Japon de l'ère Edo se met en place en asservissant les seigneurs de la guerre (daimyos), les militants des groupes religieux (ikki) et d'autres groupes violents ; son contrôle est fondé sur une paix imposée par la force. En conséquence, ces sortes de disputes des familles nobles, souvent sur le point de dégénérer en bataille pure et simple, et qui ont souvent lieu entre les puissantes familles de tozama, posent une sérieuse menace à la stabilité du système politique des bakuhan (fiefs du shogunat). Ces événements sont donc pris très au sérieux par le gouvernement, mais font aussi l'objet de contes très populaires parmi le peuple, et sont considérés comme étant tout à fait intéressants et passionnants en raison de leur dimension politique et physique. Un certain nombre sont rapportés dans les livres, et plusieurs sont même transposés en pièces de théâtre et représentés sur les scènes des théâtres kabuki ou bunraku, sous le genre connu comme o-ie-mono (御家物) ou o-ie kyōgen (御家狂言).

## Conflits familiaux notables
- 1608 : clan Tsutsui, domaine d'Iga-Ueno (Tsutsui sōdō)
- 1614 : Ōkubo Nagayasu (famille Ōkubo), domaine d'Odawara
- 1617 : clan Mogami, domaine de Yamagata (Mogami sōdō)
- 1626 : clan Sō, domaine de Tsushima-Fuchū (Yanagawa iken)
- 1633 : clan Kuroda, domaine de Fukuoka
- 1634 : clan Tsugaru, domaine de Hirosaki (Funabashi sōdō)
- 1635 : clan Kamei, domaine de Tsuwano (Enchi sōdō)
- 1639 : clan Katō, domaine d'Aizu
- 1640 : clan Ikoma, domaine de Takamatsu
- 1640 : clan Ikeda, domaine de Yamasaki
- 1640 : clan Sagara, domaine de Hitoyoshi (Oshimo no ran)
- 1648 : clan Inaba, domaine de Fukuchiyama (Tamba-fukuchiyama sōdō)
- 1648 : clan Yoshida, domaine de Hamada
- 1648 : clan Kitsuregawa, domaine de Kitsuregawa
- 1660-1671 : clan Date, domaine de Sendai (Date sōdō, Tsunamune inkyo jiken)
- 1679 : clan Matsudaira, domaine de Takata (Echigo sōdō)
- 1697 : clan Date, domaine de Sendai (Tsunamura inkyo jiken)
- 1748 : clan Maeda, domaine de Kaga (Kaga sōdō)
- 1754 : clan Satake, domaine d'Akita (Satake sōdō)
- 1759 : clan Sagara, domaine de Hitoyoshi (Take-teppō jiken)
- 1808 : clan Shimazu, domaine de Satsuma
- 1824 : clan Sengoku, domaine d'Izushi
- 1849 : clan Shimazu, domaine de Satsuma (Oyura sōdō)

## Source de la traduction
- (en) Cet article est partiellement ou en totalité issu de l’article de Wikipédia en anglais intitulé « O-Ie Sōdō » (voir la liste des auteurs).